# Delirios de grandeza (canción de Avalanch)
«Delirios de grandeza» es una canción interpretada por la banda española de heavy metal Avalanch. Apareció originalmente como el noveno tema del álbum de estudio El ángel caído, publicado por Xana Records en 2001.

## Historia
La letra de esta canción trata del relato sobre un personaje, que, debido a su condición de «ser perfecto», un dios lanza su ira sobre él, separándole en dos partes iguales. Según la melodía, este personaje tiene por nombre Amor.

## Publicación
El lanzamiento como sencillo de esta melodía se efectuó en 2001, siendo el único tema de El ángel caído en ser lanzado como tal. Fue publicado en formato de disco compacto. La carátula frontal de este sencillo es muy parecida a la del álbum, pues el trabajo artístico se basa en el de El ángel caído. Sin embargo, en el arte de portada de «Delirios de grandeza», la percepción visual del mismo es totalmente en tonos azules.

## Lista de canciones
| N.º | Título                 | Escritor(es)   | Duración |  |
| 1.  | «Delirios de grandeza» | Alberto Rionda | 4:23     |  |

## Créditos
- Víctor García — voz principal y coros
- Alberto Rionda — guitarra líder
- Roberto García — guitarra rítmica
- Fran Fidalgo  — bajo
- Alberto Ardines — batería
- Iván Blanco — teclados